# El meu amic el gegant
El meu amic el gegant (originalment en anglès, The BFG) és una pel·lícula de fantasia i aventures dirigida per Steven Spielberg i escrita per Melissa Mathison, basada en la novel·la El gran amic gegant de Roald Dahl. La pel·lícula és protagonitzada per Mark Rylance i Ruby Barnhill. El rodatge va començar el 23 de març de 2015, va ser coproduïda per Walt Disney Pictures, DreamWorks Pictures, Amblin Entertainment i Walden Media, i estrenada l'1 de juliol de 2016. La pel·lícula es va doblar al català.

## Argument
Adaptació del conte de Roald Dahl sobre una nena que s'alia amb la Reina d'Anglaterra i amb un gegant bonàs, conegut com el BFG, per detenir una invasió de malvats gegants que es preparen per menjar-se tots els nens del país.

## Repartiment
- Mark Rylance com a The BFG.[3]
- Ruby Barnhill com a Sophie.[4]

- Chris Gibbs com a Giant.
- Penelope Wilton com a The Queen.
- Rebecca Hall com a Mary.
- Jemaine Clement
- Michael David Adamthwaite
- Daniel Bacon
- Bill Hader
- Adam Godley
- Jonathan Holmes
- Paul Moniz de Sa
- Ólafur Ólafsson

## Producció
Els productors Frank Marshall i Kathleen Kennedy van començar el desenvolupament d'una gran adaptació de The BFG en 1991, i van produir el projecte amb Paramount Pictures. Els guionistes Robin Swicord i Nicholas Kazan van escriure una adaptació del guió el 1998, amb Robin Williams al cap per al paper principal. Al 2001, el guió havia estat reescrit per Gwyn Lurie, que va ser rebut amb una opinió positiva de Dahl.
| « | "El BFG" ha encantado a familias y els seus fills durant més de tres dècadas. Ens sentim honorats que Roald Dahl ens hagi confiat aquesta història clàssica". | » |

El març de 2015, Walden Mitjana va acordar cofinançar i coproducir la pel·lícula. Sam Mercer també va produir la pel·lícula. A l'abril de 2015, Walt Disney Studios—que ja havia acordat distribuir la pel·lícula a través de Touchstone Pictures—es va unir a la producció com co-productora i co-finançadora, i va canviar l'estrena de la pel·lícula programada per Touchstone a una data programada per Walt Disney Pictures. En conseqüència, The BFG és la primera pel·lícula de la marca Disney dirigida per Spielberg; encara que ell ha produït amb anterioritat diverses pel·lícules per a l'estudi. A més, DreamWorks romandrà sense ser acreditat en la pel·lícula, i en el seu lloc estarà representada per Amblin Entertainment, productora de Spielberg.

### Càsting
| « | "mark Rylance és un actor de transformació. Estic molt emocionat i encantat que Mark faci aquest viatge amb nosaltres al país del gegant. Tot en la seva carrera fins al moment ha estat fer eleccions valentes i estic honorat que hagi escollit a The BFG com la seva propera actuació en la pantalla gran" | » |

A mitjan novembre de 2014, es va revelar que una estudiant de deu anys, de l'escola Lower Peover, Ruby Riley havia fet una audició per a la pel·lícula i que va haver d'aprendre sis pàgines de diàleg per preparar-se per a un possible paper com l'òrfena Sophie. Després d'una llarga cerca per a la intèrpret del paper de Sophie, el 16 de desembre, el director va triar a la nena de 10 anys, l'actriu britànica Rubí Barnhill, qui va dir: "Em sento increïblement afortunada i estic molt feliç". Spielberg va declarar que "han descobert una meravellosa Sophie en Ruby Barnhill." Bill Hader va ser agregat al repartiment per protagonitzar la pel·lícula per un paper no especificat el 27 de març de 2015. El 13 d'abril de 2015, més membres del repartiment van ser anunciats, incloent a Penélope Wilton, Rebecca Hall, Jemaine Clement, Michael David Adamthwaite, Daniel Bacon, Chris Gibbs, Adam Godley, Jonathan Holmes, Paul Moniz de Sá, i Ólafur Ólafsson.

### Rodatge
El rodatge de la pel·lícula va començar el 23 de març de 2015, a Vancouver i va concloure el 12 de juny de 2015.

## Estrena
The BFG es va estrenar l'1 de juliol de 2016 als Estats Units, i es va distribuir mundialment per Walt Disney Studios Motion Pictures, a excepció de territoris a Europa, Àfrica i Orient Mitjà, on els drets de distribució de la pel·lícula van ser venuts per Mister Smith Entertainment per a distribuïdors independents. El soci financer de DreamWorks, Reliance Entertainment, va estrenar la pel·lícula a l'Índia. Entertainment One va estrenar la pel·lícula el 22 de juliol de 2016 al Regne Unit.

## Recepció
The BFG ha rebut crítiques positives de part de la crítica i l'audiència. Al portal d'internet Rotten Tomatoes, la pel·lícula posseeix una aprovació de 75%, basada en 252 ressenyes, amb una puntuació de 6.8/10 per part de la crítica, i amb un consens que diu: "The BFG minimitza els elements més foscos del clàssic de Roald Dahl a favor d'una benintencionada, visualment impressionant i ben explicada aventura per a tota la família." De part de l'audiència ha rebut una aprovació de 63%, basada en mes de 24 000 vots i amb una puntuació de 3.5/5.
La pàgina Metacritic ha donat a la pel·lícula una puntuació de 66 de 100, basada en 47 crítiques, indicant "ressenyes generalment favorables", mentre que dels usuaris té una qualificació de 5.8. Les audiències de CinemaScore li han donat una qualificació de "A-" en una escala de A+ a F, mentre que en el lloc IMDB els usuaris li han donat una puntuació de 6.5/10, amb base a més de 30000 vots.